# Песни пьющих (фильм)

«Песни пьющих» или «Под сильным ангелом» (пол. Pod Mocnym Aniołem) — польско-венгерский фильм-драма 2014 года, режиссёра Войцеха Смажовского. Снят по полуавтобиографической повести Ежи Пильха.
Съемки проходили в 2013 году в Бжеско и Новом-Сонче. Мировая премьера состоялась 17 января 2014 года..

## Сюжет
Фильм рассказывает историю писателя Ежи, страдающего алкоголизмом. Картина изобилует сценами алкогольной деградации личности и человека, а также алкогольной философией.

## В ролях
- Роберт Венцкевич — Ежи
- Юлия Киёвская — Она
- Адам Воронович — Он
- Аркадиуш Якубик — «Террорист»
- Мариан Дзендзель — «Король Сахара»
- Александр Крыжановский — «Ерофеев»